# 巴頓城鎮區 (密蘇里州巴頓縣)
巴頓城鎮區（英語：Barton City Township）是位於美國密蘇里州巴頓縣的一個行政鎮區。

## 地方資料
巴頓城鎮區的面積為94.71平方千米，當中陸地面積為94.60平方千米，而水域面積為0.11平方千米。根據2020年美國人口普查的數據，當地共有人口262人，而人口密度為每平方千米2.77人。